# Skanderborg Kommunes Biblioteker
Skanderborg Kommunes Biblioteker er en sammenslutning af biblioteker bestående af et hovedbibliotek i Skanderborg og filialer i Ry, Hørning og Galten.
I 2007 var udlånet af bøger, spil, film, musik m.v. på 578.000 enheder. Pr. 31. december 2007 havde Skanderborg Kommunes Biblioteker 21.000 lånere.